# ملعب دا لوز
ملعب دا لوز (بالبرتغالية: Estádio da Luz‏) (بالعربية: ملعب النور) و يسمى رسمياً باسم ملعب نادي بنفيكا لشبونة (بالبرتغالية: Estádio do Sport Lisboa e Benfica‏) هو استاد كرة قدم يقع في لشبونة عاصمة البرتغال. تم افتتاح الملعب في 25 أكتوبر 2003، و يسع الملعب لجلوس 65,647 متفرج. يعتبر الملعب الرسمي الذي يخوض فيه نادي بنفيكا مبارياته.
استضاف الملعب نهائي دوري أبطال أوروبا 2014 والذي انتهى بفوز نادي ريال مدريد على غريمه أتليتيكو مدريد بنتيجة 4-1.

## وصلات خارجية
- الموقع الرسمي